# Пятьдесят франков «Синяя и розовая»
Пятьдесят франков Синяя и розовая — французская банкнота, эскиз которой разработан 1 мая 1889 года и выпускалась Банком Франции с 21 октября 1889 до замены на банкноту пятьдесят франков Мерсон.

## История
После начала изъятия банкноты пятьдесят франков Синяя, выпущенной в 1884 году, банковские органы перешли к выпуску банкнот с двухцветной печатью, кроме полихромного синего, добавлен розовый цвет. Банкнота изъята из обращения с 26 января 1942 года и перестала быть законным платежным средством с 4 июня 1945.

## Описание
Авторами банкноты стали: Даниэль-Дюпюи, Жюль Роберт и Жорж Дюваль, для банкноты был добавлен розовый фон. На аверсе изображены арабески в центре и пять круглых медальонов, представляющими Минерву окружении четырех времен года. В углах банкноты изображена монограмма Банка Франции. На реверсе женские фигуры олицетворяют промышленность и сельское хозяйство. Водяной знак изображает кедр. Размеры банкноты составляют 178 мм х 123 мм.